# Łapsze Niżne
Łapsze Niżne (słow. Nižné Lapše, węg. Alsólápos, do 1892 Alsó-Laps, niem. Unterlapsch) – wieś w Polsce położona w województwie małopolskim, w powiecie nowotarskim, ŻD

## Integralne części wsi
| przysiółki | Łazy, Potoczek, Stawiska, Strzydzawek, Wigrąd, Za Czarną Górą, Zawoda  |
| części wsi | Becyrk, Kacwiński, Łapsze Średnie, Niżni Koniec, Wyżni Koniec, Zagonie |

## Toponimia
Nazwa wsi ma pochodzenie węgierskie (po węgiersku lápos oznacza mokradło).

## Historia
Wieś założona została na początku XIV wieku przez Kokosza Berzewiczego, który ok. 1314 roku przekazał ją polskiemu zakonowi bożogrobców z Miechowa. Około 1310 roku z fundacji Kokosza Berzewiczego powstał kościół pod wezwaniem św. Kwiryna. Konstrukcja kościoła jest typowo gotycka, natomiast wystrój wnętrza ma charakter późnobarokowy. Kościół posiada drewniany strop, na którym umieszczona polichromia przedstawia Wniebowzięcie Najświętszej Maryi Panny. Duszpasterstwo w parafii prowadzą pijarzy. Do zabytków Łapsz Niżnych zaliczyć należy również XVIII-wieczną barokową kaplicę cmentarną pw. św. Rodziny oraz nieco późniejsze kaplice: św. Floriana i św. Antoniego. Do II wojny światowej na terenie miejscowości znajdował się dwór obronny rodziny Horwathów z przełomu XVI i XVII wieku.
Wieś do końca I wojny światowej znajdowała się na terenie Królestwa Węgierskiego i była zamieszkana przeważnie przez ludność narodowości słowackiej. W roku 1920 w wyniku decyzji Rady Ambasadorów, obradującej w Spa, wraz z innymi miejscowościami stała się częścią odrodzonego państwa Polskiego. W okresie 1939–1945 należała do marionetkowej Republiki Słowackiej, utworzonej przez III Rzeszę w 1939 roku. Od 1945 roku znajduje się ponownie na terytorium Polski.
W latach 1954–1961 wieś należała i była siedzibą władz gromady Łapsze Niżne, po jej zniesieniu w gromadzie Łapsze Wyżne.  W 1973 roku reaktywowano gminę Łapsze Niżne. W latach 1975–1998 miejscowość administracyjnie należała do województwa nowosądeckiego.

## Zabytki
Obiekt wpisany do rejestru zabytków nieruchomych województwa małopolskiego.
- Kościół parafialny pw. św. Kwiryna.

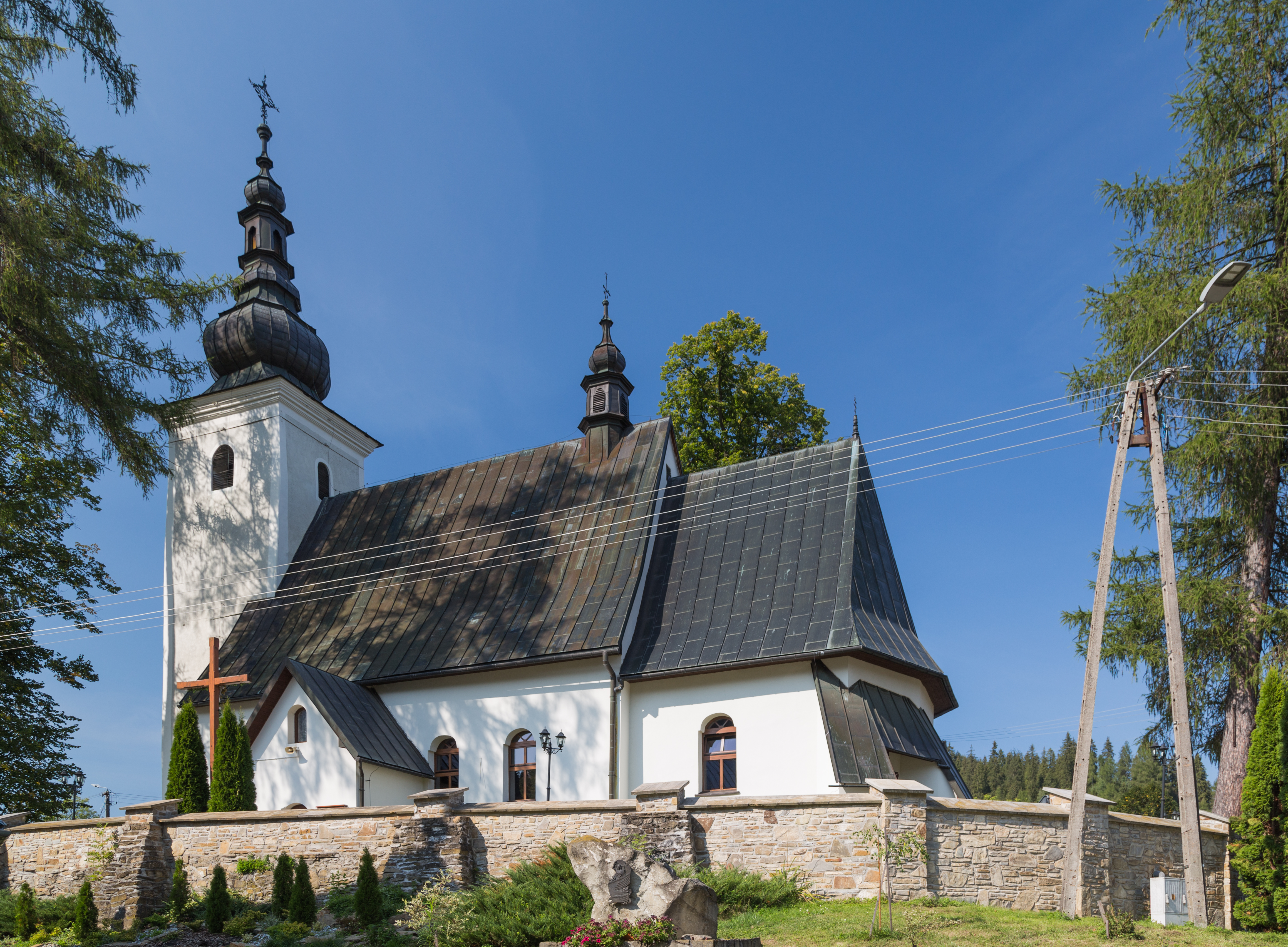
Kościół parafialny św. Kwiryna

## Kultura
We wsi jest używana gwara spiska, zaliczana przez polskich językoznawców jako gwara dialektu małopolskiego języka polskiego, przez słowackich zaś jako gwara przejściowa polsko-słowacka. Tradycyjnym ubiorem był strój spiski w odmianie kacwińskiej.
W Łapszach Niżnych znajduje się Szkoła Podstawowa im. bł. ks. Józefa Stanka. Działa także zespół regionalny „Spiszacy”, oraz dziecięcy zespół regionalny „Mali Spiszacy”.

## Osoby związane z miejscowością
- bł. ks. Józef Stanek
- Józef Stanek – polski działacz niepodległościowy, żołnierz podziemia, kurier AK.